# Walking on Sunshine (album av Katrina and the Waves)
Walking on Sunshine är debutalbumet från new wave-bandet Katrina and the Waves från 1983. Albumet utgavs endast i Kanada, av skivbolaget Attic Records. En nyutgåva, remastrad och med fyra bonusspår lanserades på CD 2010 under namnet Katarina and the Waves (inte att förväxlas med bandets självbetitlade album från 1985).
En cover-version av låten "Going Down to Liverpool" spelades in av den amerikanska rockgruppen The Bangles. Låten finns med på bandets album All Over the Place från 1984. Låten utgavs också som singel som klättrade till nummer 56 på UK Singles Chart.

## Låtlista
Alla låtar skrivna av Kimberley Rew om inget annat anges.
Sida 1
1. "Dancing Street" – 2:24
2. "Spiderman" – 3:12
3. "Going Down to Liverpool" – 3:45
4. "Machine Gun Smith" – 2:55
5. "Walking on Sunshine" – 3:15

Sida 2
1. "Brown Eyed Son" – 2:03
2. "Que Te Quiero" – 3:17
3. "Don't Take Her Out of My World" – 2:53
4. "I Really Taught Me to Watusi" – 3:02
5. "Ain't No Money (Buy You Love)" – 2:35

Bonusspår CD-utgåvan 2010
1. "Wipe Out" (Bob Berryhill, Jim Fuller, Patrick Connolly, Ron Wilson) – 2:22
2. "I Want A Man" – 2:05
3. "She Loves To Groove" (7" Version)	 – 2:37
4. "Help Me" – 3:08

## Medverkande
Katrina and the Waves
- Katrina Leskanich – rytmgitarr, sång
- Kimberley Rew – sologitarr, sång
- Vince de la Cruz – basgitarr, sång
- Alex Cooper – trummor, sång

Bidragande musiker
- Robert O'Sickey – trummor
- Kevin Flanagan – saxofon
- Nick Glennie-Smith – orgel